# واعر (روستا)
 واعر  به عربی ( الواعِر  )، روستایی است در ناحیهٔ (الجوف الأعلی)، از توابع استان ضالع در کشور یمن در شبه جزیره عربستان است. 
جمعیت آن ۴۱۵ نفر (۹ خانوار) می‌باشد.